# Jaron Löwenberg
Jaron Löwenberg (* 25. Dezember 1969 in Haifa) ist ein israelisch-deutscher Schauspieler und Synchronsprecher.

## Leben und Wirken
Jaron Löwenberg stammt aus Israel, doch in seiner Kindheit zog seine Familie nach München. Während seiner Schulzeit am Wilhelm-Hausenstein-Gymnasium betätigte er sich bereits als Schauspieler, außerdem sammelte er mit 12 Jahren vor dem Mikrofon Erfahrung, als er einige Hörspiele des Bayerischen Rundfunks unter der Leitung von Willy Semmelrogge mit einsprach.
1995 absolvierte er sein vierjähriges Schauspielstudium an der Hochschule für Musik und Darstellende Kunst „Mozarteum“ in Salzburg mit Diplom. Als hauptberuflicher Theaterschauspieler in Karlsruhe machte er zusätzlich eine Ballettausbildung beim Tanzensemble des Badischen Staatstheaters, außerdem studierte er nebenher drei Jahre lang klassischen Gesang an der Musikhochschule Karlsruhe. Mitte der 2000er Jahre etablierte sich Löwenberg zudem als Synchronsprecher, so ist seine Stimme vor allem aus den Arztserien Emergency Room – Die Notaufnahme und Dr. House als Dr. Tony Gates oder Dr. Taub bekannt.

### Theater
Während seiner Studienzeit spielte er in den saisonalen Salzburger Festspielen von 1992 bis 1994 mit, die von Luc Bondys beziehungsweise Gernot Friedel inszeniert wurden. Nach seinem Abschluss trat er 1995 im Burgtheater Wien in den Stücken Die Räuber unter der Regie von Claus Peymann und in Elfriede Jelineks Die Raststätte auf. 1996 nahm er ein fünfjähriges Engagement am Badischen Staatstheater Karlsruhe an, wo er unter anderem in Goethes Drama Clavigo oder in Shakespeares Stücken wie Romeo und Julia, Die Komödie der Irrungen und Wie es euch gefällt zu sehen war.
Nach seinem Umzug nach Berlin war er Mitte der 2000er Jahre in der dortigen Theaterszene aktiv. So trat er wiederkehrend im neugegründeten Theaterdiscounter auf, z. B. in baby.doc (2004), Coriolan (2007), Spielplan Deutschland – Das Weihnachtsmärchen (2011), außerdem gehörte er von 2005 bis 2006 der Shakespeare Company Berlin an, wo er Hamlet darstellte. In den darauffolgenden zwei Jahren arbeitete sowohl am Hebbel am Ufer (HAU) als auch an der Neuköllner Oper, wo er beispielsweise als John Lennon oder Friedrich Hollaender auftrat.
Im Jahr 2004 tourte Löwenberg deutschlandweit mit dem Theaterprojekt Kidnapping (2004) von Dominique Caillat, welches ein Auftragswerk der Landeszentrale für politische Bildung Rheinland-Pfalz war. Darin wurde der Nahostkonflikt thematisiert anhand einer Dreiecksbeziehung in Jerusalem, wobei Löwenberg den Israeli Lev spielte. Im Herbst 2010 übernahm er am Staatstheater Braunschweig die Hauptrolle in Robin Telfers Neuinszenierung der Dreigroschenoper. 2011 zog es ihn wieder nach München, um dort in der Bühnenbearbeitung von Stanisław Lems Solaris als Sartorius aufzutreten.
2015 stand er in Berlin im Theater am Kurfürstendamm für Eine Familie – August: Osage County, dem Original gleichnamigen Bühnenwerk von Tracy Letts, auf der Bühne.

### Synchronisation
Seine erste Synchronhauptrolle erhielt er 1995 in der Beziehungskomödie Miami Rhapsody, daraufhin in der Wayne Wangs Independentproduktion Smoke, eine Milieustudie über den New Yorker Stadtbezirk Brooklyn und ein Jahr später in der Tragikomödie Powder von Victor Salva. Im Disneyfilm Tarzan stand er 1999 neben Anke Engelke vor dem Mikrofon.
Nachdem er sich Anfang der 2000er Jahre in Berlin niedergelassen hatte, begann Löwenberg wieder in der Synchronisationsbranche aktiv zu werden. In den Literaturverfilmungen Wie ein einziger Tag (2004) und Stolz und Vorurteil (2005) sprach er James Marsden und Tom Hollander, im selben Jahr hörte man ihn in Ridley Scotts Monumentalfilm Königreich der Himmel als König Balduin, gespielt von Edward Norton, und in Peter Jacksons Neuverfilmung des Abenteuerfilms King Kong für Adrien Brody. Im politischen Thriller Machtlos (2007) lieh er Omar Metwally seine Stimme, der als ägyptisch-stämmiger Ingenieur Opfer der US-Antiterrorpolitik wurde. Außerdem synchronisierte er Sam Rockwell in der Verfilmung über das historische Interview zwischen Frost/Nixon (2008), Paul Walker im Actionthriller Takers (2010), Édgar Ramírez als Kriegsgott Ares im Fantasyfilm Zorn der Titanen (2012) und im gleichen Jahr war seine Stimme auch in Weihnachten mit Holly zu hören.
Auch in internationalen Fernsehserien wurde er vielfältig eingesetzt. Einerseits hörte man ihn in der geschichtsbezogenen Dramaserie Rom als König Herodes, die 2006 erstmals auf Premiere lief, andererseits in bekannten Krankenhausserien wie in Emergency Room (2007–2009) als Dr. Tony Gates, dargestellt von John Stamos, und in Dr. House (2008–2012) als Dr. Chris Taub für Peter Jacobson, oder wiederum als bosnisches Mitglied der Terrorzelle Sleeper Cell, welche 2008 auf RTL II ausgestrahlt wurde. 2010 synchronisierte er Antonio Te Maioha in Spartacus und ein Jahr später in dessen Fortsetzung Spartacus: Gods of the Arena, außerdem Dana Ashbrook in der 2. Staffel von L.A. Crash (2011), Kristoffer Polaha in Ringer (2012), Santiago Cabrera als Robert Capa in der emmynominierten Miniserie Hemingway & Gellhorn (2012) und Santiago Cabrera in Salvation (2018–2019).
Im Animationsbereich ist er vor allem als Fye D. Flourite aus der Clamp-Serie Tsubasa Chronicle, als Kamina aus Gurren Lagann, Reiichirou Shiba aus der Zombiekomödie Zombie-Loan sowie als Kyoshiro Toudou aus dem Mecha-Anime Code Geass bekannt. In der von A-1 Pictures produzierten Serie Black Butler vertonte er Agni und in der Science-Fiction Serie E’s Otherwise synchronisierte er den Charakter Leonid. Seit 2010 ist er die feste Synchronstimme von Gakutou in den Kara no Kyōkai – the Garden of sinners-Filmen. Seit 2011 lieh er in der von MTV produzierten Fernsehserie Teen Wolf Tyler Hoechlin, welcher den anfänglichen Beta- und späteren Alpha-Werwolf Derek Hale spielt, seine Stimme. In der Fernsehserie und dem Film Die Garde der Löwen spricht er Simba.

### Film und Fernsehen
Vor der Kamera wirkte er einerseits in einigen Filmhochschulprojekten mit, wie in Nora Fingscheidts Kurzfilm Objet trouvé (2005) von der filmarche, Michael Venus’ Zweitsemesterarbeit Nicht nah genug (2007) an der Hamburg Media School, Die Schwarze Witwe (2008) von Jan Anderegg bei der Filmakademie Baden-Württemberg oder auch im dffb-Kurzfilm Shabbat (2009) von Simona Feldmann. Andererseits trat Löwenberg auch in kommerziellen Film- und Fernsehproduktionen in Erscheinung, so hatte er 2006 eine Gastrolle in der Telenovela Verliebt in Berlin und spielte 2011 an der Seite von Andrea Kathrin Loewig in der ARD-Fernsehserie In aller Freundschaft mit. In dem 2010 von Regisseur Reinhold Bilgeri inszenierten Filmdrama Der Atem des Himmels wurde er für die männliche Hauptrolle besetzt. 2011 beteiligte sich Löwenberg an dem cross-medialen Projekt Art Girls unter der Regie von Robert Bramkamp, bei dem sowohl ein Kinospielfilm, ein TV-Mockumentary sowie weitere multimediale Anwendungen geplant waren. 2012 war er in der MDR-Filmreihe des Magazins Geschichte Mitteldeutschlands als Karl der Große in der gleichnamigen dokumentarischen Verfilmung von Dirk Otto zu sehen.

## Filmografie
- 1995: Derrick (Fernsehserie, Folge Anruf aus Wien) – Regie: Dietrich Haugk
- 2006: Verliebt in Berlin (Fernsehserie) – Regie: Sabine Landgraeber
- 2007: Nachtgebet (Kurzfilm) – Regie: Doreen Rechin
- 2008: Im Angesicht des Verbrechens (Fernsehserie, Folge Nur ehrliche Liebe ist gute Liebe) – Regie: Dominik Graf
- 2009: Der Atem des Himmels – Regie: Reinhold Bilgeri
- 2010: Lena will es endlich wissen – Regie: Edwin Brienen
- 2011: Art Girls – Regie: Robert Bramkamp
- 2011: In aller Freundschaft (Fernsehserie, Folge Kein Zurück) – Regie: Matthias Zirzow
- 2012: Geschichte Mitteldeutschlands: Karl der Große – Regie: Dirk Otto
- 2012: Exploitation – Regie: Edwin Brienen
- 2015: Schuld nach Ferdinand von Schirach (Fernsehserie, Folge Der Andere) – Regie: Maris Pfeiffer
- 2017: Die ZhuZhus – Regie: Irina von Bentheim
- 2018: Hanne – Regie: Dominik Graf
- 2022: Die Heiland – Wir sind Anwalt (Fernsehserie, Folge Brandstiftung)

## Synchronrollen (Auswahl)
- 1999: Tarzan als Tarzan (Tony Goldwyn)
- 2005–2013: The Office (US-Version) als Jim Halpert (John Krasinski)
- 2007: Gurren Lagan (Animeserie) als Kamina
- 2011: Die 12 Weihnachts-Dates als Miles Dufine (Mark-Paul Gosselaar)
- 2011–2022: Teen Wolf als Derek Hale (Tyler Hoechlin)
- 2012: Psycho-Pass als Shinya Kogami
- 2013–2022: The Blacklist als Aram Mojtabai (Amir Arison)
- 2013: Der Hobbit: Smaugs Einöde als Thranduil (Lee Pace)
- 2014: Der Hobbit: Die Schlacht der Fünf Heere als Thranduil (Lee Pace)
- 2016: The Void – Es gibt eine Hölle. Dies hier ist schlimmer. als Daniel Carter (Aaron Poole)
- 2016–2021: Private Eyes als Matt ‚Shadow‘ Shade (Jason Priestley)
- 2017: Blade Runner 2049 als Niander Wallace (Jared Leto)
- 2017–2021: Haus des Geldes als Suárez (Mario de la Rosa)
- 2018–2019: Insatiable als Robert Barnard (Christopher Gorham)
- 2018, seit 2021: Grey’s Anatomy als Dr. Nick Marsh (Scott Speedman)
- 2019: Christmas at the Plaza – Verliebt in New York als Dennis Park (David Lafontaine)
- 2019–2020: Chilling Adventures of Sabrina als Lucifer Morgenstern/Dunkler Lord (Luke Cook)
- 2021: Rote Robin als Elster (Richard E. Grant)
- 2021–2024: Élite als Armando (Andrès Velencoso)
- 2022: Transformers Botbots als Spud Muffin (Joseph Motiki)
- 2022: Ich bin Groot als Smartwatch Stimme (James Gunn)
- 2022: The Lincoln Lawyer als Trevor Elliott (Christopher Gorham)
- 2022: Der Herr der Ringe: Die Ringe der Macht als Hoher König Gil-galad (Benjamin Walker)
- 2022: Pinocchio als Der Kutscher (Luke Evans)
- 2022: Nicht ganz koscher als Ben (Luzer Twersky)
- 2022: Uncle from Another World als Onkel Yōsuke Shibazaki
- 2022: Sisu als SS-Obersturmführer Bruno Helldorf (Aksel Hennie)
- 2023: Missing als James Allen (Tim Griffin)
- seit 2023: Will Trent als Michael Ormewood (Jake McLaughlin)
- 2023: Ninjago: Aufstieg der Drachen als Arrakore (Mark Hildreth)

## Videospiele (Auswahl)
- 2005: Kingdom Hearts II als Saïx
- 2009: Dragon Age: Origins als Cullen
- 2011: Dragon Age 2 als Cullen
- 2014: Dragon Age: Inquisition als Cullen
- 2015: Mortal Kombat X als Liu Kang
- 2016: Sherlock Holmes: The Devil’s Daughter als Sherlock Holmes
- 2017: Injustice 2 als Batman
- 2019: Mortal Kombat 11 als Liu Kang
- 2020: Cyberpunk 2077 als Anders Hellman
- 2025: Kingdom Come: Deliverance II als Samuel